# 1954

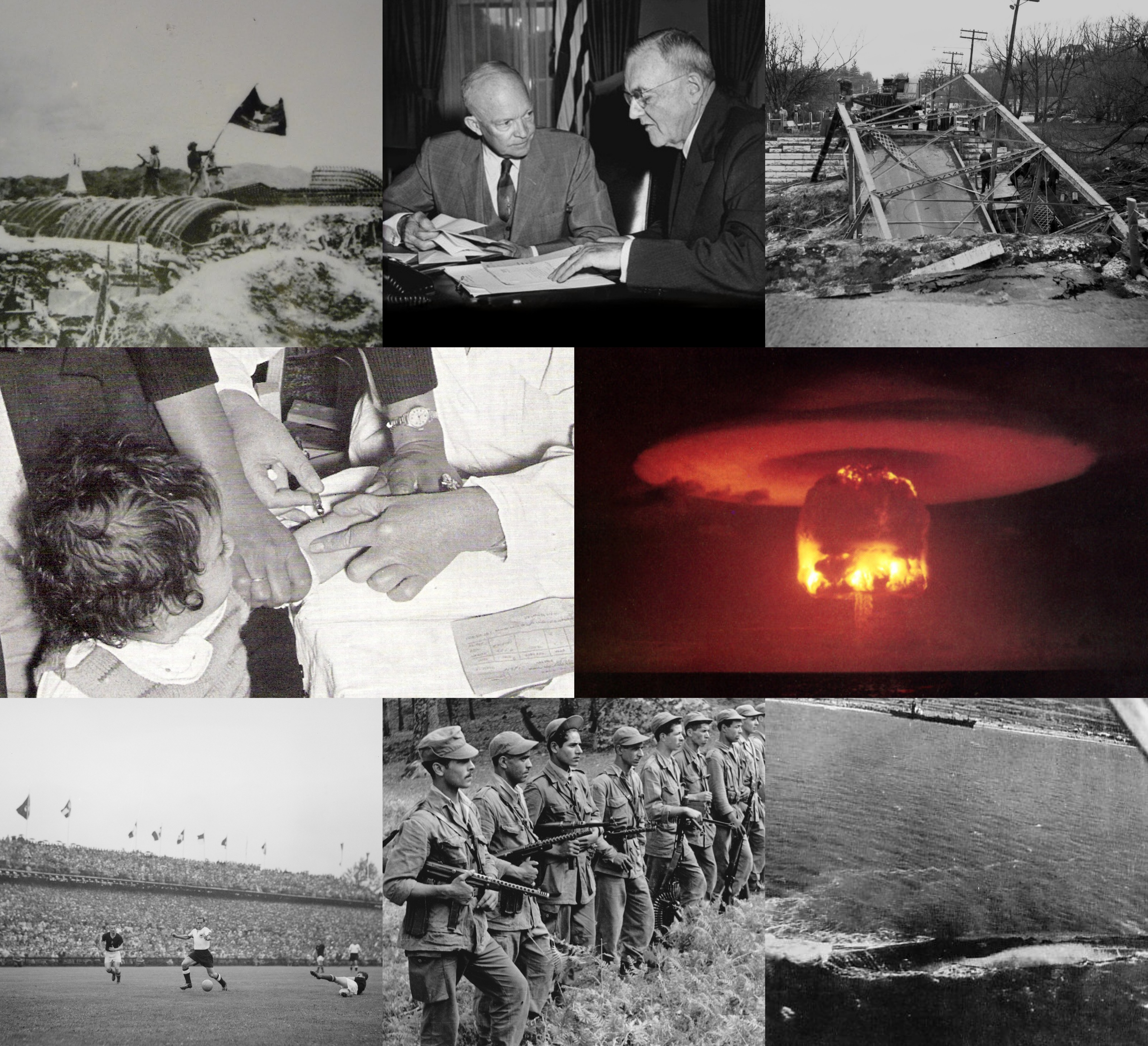

1954 (MCMLIV) là một năm thường bắt đầu vào Thứ sáu của lịch Gregory, năm thứ 1954 của Công nguyên hay của Anno Domini, the năm thứ 954  của thiên niên kỷ 2, năm thứ 54  của thế kỷ 20, và năm thứ  5   của thập niên 1950. 

## Sự kiện

### Tháng 1
- 3 tháng 1: Đài truyền hình Ý RAI chính thức bắt đầu truyền sóng.[1]
- 7 tháng 1: Thí nghiệm Georgetown–IBM - Buổi trình diễn công khai đầu tiên về hệ thống dịch máy được tổ chức tại New York, tại trụ sở chính của IBM.[2]
- 10 tháng 1: Chuyến bay 781 của BOAC, một chiếc máy bay phản lực De Havilland Comet, tan rã giữa không trung do mỏi kim loại, và rơi ở Địa Trung Hải gần Elba; tất cả 35 người trên tàu đều thiệt mạng.[3]
- 17 tháng 1: Tại Nam Tư, Milovan Djilas, một trong những thành viên lãnh đạo của Liên đoàn Cộng sản Nam Tư, bị miễn nhiệm.
- 20 tháng 1: Mạng lưới người da đen quốc gia tại Hoa Kỳ được thành lập, với 46 đài phát thanh thành viên.
- 21 tháng 1: Tàu ngầm hạt nhân đầu tiên, USS Nautilus, được hạ thủy tại Groton, Connecticut bởi Đệ nhất phu nhân Hoa Kỳ Mamie Eisenhower.[4]
- 25 tháng 1: Ngoại trưởng Hoa Kỳ, Anh, Pháp và Liên Xô gặp nhau tại Hội nghị Berlin.[5]

### Tháng 2
- 10 tháng 2: Sau khi phê duyệt 385 triệu đô la trong số 400 triệu đô la đã được ngân sách dành cho viện trợ quân sự cho Việt Nam, Tổng thống Hoa Kỳ Dwight D. Eisenhower cảnh báo chống lại sự can thiệp của đất nước ông vào Việt Nam.
- 19 tháng 2: Chuyển giao Krym tại Liên Xô - Bộ Chính trị Liên Xô ra lệnh chuyển tỉnh Krym từ  Nga Xô viết sang Ukraina Xô viết.
- 20 tháng 2: Thành lập khu tự trị người Dục Cố tại Cam Túc.
- 23 tháng 2: Đợt tiêm chủng hàng loạt đầu tiên cho trẻ em chống lại bệnh bại liệt bắt đầu ở Pittsburgh, Pennsylvania.
- 25 tháng 2: Trung tá Gamal Abdel Nasser trở thành thủ tướng Ai Cập.

### Tháng 3
- 13 tháng 3: Lực lượng Việt Minh dưới sự chỉ huy của Võ Nguyên Giáp bắt đầu một cuộc pháo kích lớn vào quân đội Pháp, bắt đầu chiến dịch Điện Biên Phủ, trận chiến đỉnh cao của Chiến tranh Đông Dương. Trận Him Lam diễn ra.
- 14–15 tháng 3: Trận đồi Độc Lập diễn ra.
- 25 tháng 3: Lễ trao giải Oscar lần thứ 26 được tổ chức.

### Tháng 4
- 8 tháng 4: Tại Nam Phi, xảy ra tai nạn máy báy số hiệu 201.
- 20 tháng 4: Thành lập khu tự trị người Hồi tại Hà Đông, Ninh Hạ
- 23 tháng 4: Thành lập khu tự trị người Hồi tại Mông Cổ Ninh Hạ
- 26 tháng 4: Hiệp định Genève khai mạc
- 29 tháng 4: Trung Quốc và Ấn Độ khẳng định nguyên tắc hòa bình biên giới

### Tháng 5
- 1 tháng 5: Quân đội nhân dân Việt Nam đồng loạt tấn công cứ điểm Điện Biên Phủ.
- 7 tháng 5: Kết thúc chiến dịch Điện Biên Phủ thắng lợi thuộc về bộ đội Việt Nam.
- 8 tháng 5: Hiệp định Genève bắt đầu thảo luận về việc lập lại hòa bình tại Đông Dương.
- 22 tháng 5: Tạo Geneva, Alabama, ngoại trưởng Hàn Quốc Biện Sách Thái đề xuất 14 điểm hòa bình thống nhất bán đảo Triều Tiên.

### Tháng 6
- 2 tháng 6: Thượng nghị sĩ Joseph McCarthy cáo buộc cộng sản đã thâm nhập vào CIA và ngành công nghiệp vũ khí nguyên tử.
- 4 tháng 6: Pháp ký hiệp ước trao trả độc lập cho Quốc gia Việt Nam.
- 18 tháng 6: Chính phủ cánh tả do dân bầu của Guatemala bị lật đổ trong cuộc đảo chính do CIA hậu thuẫn.
- 26 tháng 6: Chiến tranh Đông Dương Trận Đak Pơ.
- 28 tháng 6: Trung Quốc và Ấn Độ phát biểu liên minh.

### Tháng 7
- 3 tháng 7: Quân đội Pháp bắt đầu rút khỏi Việt Nam.
- 7 tháng 7: Ngô Đình Diệm lập chính phủ mới tại miền Nam Việt Nam.
- 8 tháng 7: Tướng Carlos Castillo Armas được bầu làm chủ tịch hội đồng cố vấn, lật đổ chính quyền tổng thống Guatemala Jacobo Arbenz Guzman.
- 17 tháng 7: Pháp rút quân khỏi Plei-ku
- 21 tháng 7: Hiệp định Genève được ký kết.
- 26 tháng 7: Trung Quốc chế tạo thành công phi cơ.

### Tháng 9
- 3 tháng 9: Mở đầu cuộc khủng hoảng eo biển Đài Loan lần thứ 1.
- 8 tháng 9: Thành lập tổ chức quân sự SEATO
- 28 tháng 9: Thành lập quân ủy trung ương ủy viên hội Trung Quốc.

### Tháng 10
- 2 tháng 10: Tây Đức gia nhập NATO.
- 10 tháng 10: Bộ đội Việt Nam tiếp quản thủ đô Hà Nội.
- 14 tháng 10: Đài Phát thanh - Truyền hình Hà Nội chính thức được thành lập.
- 16 tháng 10: Thành lập khu tự trị người Mông Cổ tại Hà Nam Thanh Hải

### Tháng 11
- 1 tháng 11: Mở đầu cuộc chiến tranh chống Pháp của nhân dân Algérie

### Tháng 12
- 2 tháng 11: Tại Đài Loan, Trung Hoa Dân Quốc và Hoa Kỳ ký hiệp ước phòng thủ chung.
- 13 tháng 12: Mỹ và Pháp ký kết văn kiện cho phép các cố vấn quân sự Mỹ thay thế dần cho sĩ quan Pháp tham gia huấn luyện quân đội Quốc gia Việt Nam ở miền Nam Việt Nam.
- 24 tháng 12: Lào giành được độc lập từ Pháp

## Sinh

### Tháng 1
- 1 tháng 1 - Tạ Ngọc Tấn, phó giáo sư, tiến sĩ, tổng biên tập, chính trị gia Việt Nam
- 2 tháng 1 - Henry Bonilla, chính trị gia Mỹ
- 4 tháng 1 - Tina Knowles, nhà thiết kế thời trang Mỹ
- 29 tháng 1 - Oprah Winfrey, người dẫn chương trình Hoa Kỳ

### Tháng 2
- 3 tháng 2 - Việt Thảo, người dẫn chương trình người Mỹ gốc Việt hoạt động ở hải ngoại.
- 10 tháng 2 - Tòng Thị Phóng, Phó Chủ tịch Thường trực Quốc hội Việt Nam từ 2007-2021.
- 19 tháng 2 - Sócrates, cựu cầu thủ bóng đá Brasil (m. 2011).
- 23 tháng 2 - Viktor Yushchenko, Tổng thống Ukraina

### Tháng 3
- 21 tháng 3 - Prayut Chan-o-cha, Thủ tướng thứ 29 của Thái Lan, cựu đại tướng Quân đội Hoàng gia Thái Lan.
- 9 tháng 3 - Carlos Ghosn, doanh nhân Pháp
- 24 tháng 3 - Rafael Orozco Maestre, ca sĩ Colombia.

### Tháng 4
- 7 tháng 4 - Thành Long, diễn viên Hồng Kông
- 12 tháng 4 - Nguyễn Thị Kim Ngân, Chủ tịch Quốc hội Việt Nam từ 2016-2021
- 20 tháng 4 - Ngô Xuân Lịch, Bộ trưởng Bộ Quốc phòng Việt Nam từ 2016-2021

### Tháng 5
- 10 tháng 5 - David Paterson, chính trị gia Hoa Kỳ

### Tháng 6
- 29 tháng 6 - Léo Júnior, cựu cầu thủ Brasil

### Tháng 7
- 1 tháng 7 - Hàn Mã Lợi, diễn viên người Hồng Kông
- 11 tháng 7 - Quyền Văn Minh, nghệ sĩ saxophone người Việt Nam
- 15 tháng 7 - Mario Alberto Kempes, cựu cầu thủ bóng đá Argentina
- 17 tháng 7:
  - Edward Natapei, thủ tướng Vanuatu (m. 2015)
  - Angela Merkel, thủ tướng thứ 8 của nước Đức
- 20 tháng 7 - Nguyễn Xuân Phúc, nguyên Chủ tịch nước Cộng hòa xã hội chủ nghĩa Việt Nam, nguyên Thủ tướng Chính phủ Việt Nam.
- 28 tháng 7 - Hugo Chávez, tổng thống Venezuela (m. 2013)

### Tháng 8
- 16 tháng 8: James Cameron, đạo diễn Hoa Kỳ
- 15 tháng 8: Abdul Rashid Dostum, tướng lĩnh người Afghanistan
- 28 tháng 8: Nguyễn Hữu Việt Hưng, nhà toán học, nhà giáo ưu tú người Việt Nam

### Tháng 9
- 21 tháng 9 - Abe Shinzō, Thủ tướng thứ 57 Nhật Bản (m. 2022)

### Tháng 10
- 13 tháng 10 - Nguyễn Thái Bình, Bộ trưởng Bộ Nội vụ Việt Nam từ 2011-2016.
- 23 tháng 10 - Lý An, đạo diễn Đài Loan.

### Tháng 11
- 3 tháng 11 - Lâm Thanh Hà, diễn viên Hồng Kông
- 14 tháng 11 - Condoleezza Rice, ngoại trưởng Hoa Kỳ
- 14 tháng 11:
  - Yanni, nhạc sĩ Hy Lạp
  - Thanh Kim Huệ, nghệ sĩ ưu tú, nghệ sĩ cải lương Việt Nam, được nổi tiếng với vai diễn "Thị Hến". (m. 2021)
- 15 tháng 11 - David B. Audretsch nhà kinh tế học người Hoa Kỳ

### Tháng 12
- 1 tháng 12 - Đỗ Bá Tỵ, Đại tướng Quân đội nhân dân Việt Nam, Phó Chủ tịch Quốc hội Việt Nam từ 2016
- 24 tháng 12 - Phạm Quý Ngọ, Trung tướng Công an, Thứ trưởng Bộ Công an Việt Nam từ 2010-2014 (m. 2014)
- 28 tháng 12 - Denzel Washington, diễn viên Hoa Kỳ

## Mất

### Tháng 2
- 1 tháng 2 - Tô Vĩnh Diện, là một chiến sĩ thuộc Quân đội nhân dân Việt Nam (s.1924)

### Tháng 3
- 7 tháng 3 - Otto Diels, nhà hóa học người Đức (s. 1876)
- 13 tháng 3 - Phan Đình Giót, Anh hùng lực lượng vũ trang nhân dân, hi sinh trong trận Điện Biên Phủ
- 20 tháng 3 - Thành Thái, Vua thứ 10 của Nhà Nguyễn (s. 1879)

### Tháng 4
- 20 tháng 4 - Ngô Tất Tố, nhà văn, nhà báo, nhà Nho học, nhà nghiên cứu Việt Nam

### Tháng 6
7 tháng 6 - Alan Turing Khám nghiệm tử thi cho thấy ông bị nhiễm độc cyanide. Bên cạnh thi thể ông là một quả táo đang cắn dở. Quả táo này chưa bao giờ được xét nghiệm là có nhiễm độc cyanide, nhưng nhiều khả năng cái chết của ông do từ quả táo tẩm cyanide ông đang ăn dở. Hầu hết mọi người tin rằng cái chết của Turing là có chủ ý và bản điều tra vụ tử vong đã được kết luận là do tự sát. Có dư luận cho rằng phương pháp tự ngộ độc này được lấy ra từ bộ phim mà Turing yêu thích - bộ phim Nàng Bạch Tuyết và bảy chú lùn. Tuy vậy, mẹ của ông khăng khăng cho rằng, cái chết đến từ tính bất cẩn trong việc bảo quản các chất hóa học của Turing. Bạn bè của ông có nói rằng Turing có thể đã chủ ý tự sát để cho mẹ ông có lý do từ chối một cách rõ ràng. Khả năng ông đã bị ám hại cũng đã từng được kể đến, do sự tham gia của ông trong cơ quan bí mật, và do việc họ nhận thức sai rằng bản chất đồng tính luyến ái của ông "gây nguy hiểm cho việc bảo vệ bí mật".

### Tháng 11
- 3 tháng 11: Henri Matisse, họa sĩ người Pháp (s.1869)

## Giải Nobel
- Vật lý: Max Born, Walther Bothe
- Hóa học: Linus Pauling
- Y học: John Franklin Enders, Thomas Huckle Weller, Frederick Chapman Robbins
- Văn học: Ernest Hemingway
- Hòa bình: Văn phòng Cao ủy Liên hợp quốc về người tị nạn.